# ابن‌داوود قمی
ابوالحسن محمد بن احمد بن داوود قمی مشهور به ابن داود (درگذشتهٔ ۳۶۸ یا ۳۷۸ ق) از فقها و مشایخ حدیث امامیه در قم بود. از قم به بغداد رفت و در آنجا به نشر حدیث پرداخت. ابن داوود ممدوح نجاشی و علامه و دیگر علماء رجال بود. شیخ مفید او را از بزرگان فقه و حدیث می‌داند. «کتاب البیان عن حقیقةالصیام»، الحدیثین المختلفین و کتاب بزرگ «المزار» از تالیفات اوست.